# 灰寄
灰寄（はいよせ）は、日本の葬儀儀礼の一種であり、葬儀、告別式後に親族や近親者等が、葬儀に際して、世話になった人々等を招いての精進落としのような席。主に長野県東部などで行われる。あとふき、ご苦労よび、おときなどと呼ぶ場合もある。
火葬にした遺骨を迎えた後に、簡単な料理と酒を用意して、近親者だけで行うこともある。僧侶も同席することが多い。数百人規模の飲食を伴う場合もある。
佐久地域では葬儀当日、灰寄にあわせ、行器(ほかい）や寺送(てらおくり）や位牌分(いはいわけ）等の行事を行う場合がみられる。

## 次第
以下は灰寄の次第の一例である。
1. 黙祷
2. 世話人挨拶
3. 喪主御礼挨拶
4. 菩提寺住職法話
5. 代表者献杯
6. 遺族による参列者見送